# La Croix (periódico)
La Croix (La Cruz, en español) es un periódico católico francés, propiedad del grupo Bayard Presse desde 1880.

## Historia
Cuando aparece en 1880 el primer número de La Croix, el periódico es mensual. Se convierte en diario el 16 de junio de 1883. Si el padre Emmanuel d'Alzon (1810-1880), fundador de los Agustinos de la Asunción, también llamados Asuncionistas, y de las Oblatas de la Asunción, está por la iniciativa de esta publicación, el verdadero promotor es el padre Vincent de Paul Bailly.
Cuando los Asuncionistas intuyen que con la fórmula de mensual, no pueden alcanzar el número requerido de lectores, deciden convertir a La Croix en un diario.
La Croix consigue unir algunas corrientes católicas pretendiendo colocarse sobre los partidos y opciones políticas, pero, durante el Caso Dreyfus, se volvió violentamente antidreyfus y antisemita. En esta época, La Croix se elogia de ser el periódico más antijudío de Francia. El 25 de enero de 1900, las congregaciones de los asuncionistas son disueltas legalmente por Waldeck-Rousseau, y la casa editora, la Bonne Presse, es adquirida por Paul Feron-Vrau.

## El resurgimiento
Durante varios años, La Croix aparece bajo dos formatos. El primero es el de una publicación periódica de pequeño formato destinado a la clientela popular, el segundo el de un periódico de gran formato destinado a un público más exigente y más culto. En 1927, con el padre Merklen, surgido de una gran familia alsaciana, que se ha convertido en el redactor principal, La Croix abre sus columnas a las cuestiones sociales. Es iniciativa de la Acción Católica y es gracias a ella que la Juventud Obrera Cristiana (JOC) está vinculada a la Iglesia de Francia. Se trata de un cambio de dirección ideológico del periódico, hasta allí' vinculado a la tradición católica conservadora, que pasa progresivamente del estatuto de diario religioso al de diario de información general.
Con la Segunda Guerra Mundial La Croix se instala en Burdeos, luego en Limoges. Sólo dejará de aparecer, el 21 de junio de 1944. Se le autorizará a reaparecer el 1 de febrero de 1945.
Es el padre Gabel quien preside la reactivación del periódico. Redactor principal a partir de 1949, introduce nuevas secciones, como el deporte, el cine, la moda o el teatro. El 1 de febrero de 1956, La Croix aparece por primera vez sin el crucifijo que adorna el título desde su creación. Durante este período, el periódico se muestra favorable abiertamente a los sacerdotes-obreros y se compromete activamente contra la tortura en Argelia.
La Croix apoya al Concilio Vaticano II (1962-1665) que abre la Iglesia católica a las realidades y a los retos de la modernidad (reconocimiento del pluralismo, del lugar primoridal de la conciencia individual, de los derechos humanos y de la libertad religiosa) y hace dejar al catolicismo toda nostalgia de la cristiandad: renacimiento de la comprensión de la Relevación, vuelta a las fuentes bíblicas, nueva figura de la Iglesia, menos jerárquica, estímulo del diálogo ecuménico con los cristianos protestantes y ortodoxos y del diálogo interreligioso, etc. El periódico, a la par con la Iglesia francesa, hará mucho para hacer conocer y desarrollar las normativas del Concilio.
En marzo de 1968, sale bajo un formato tabloïde. En enero de 1972, se convierte en La Croix-l’Événement (La Cruz-Acontecimiento). La elección de este nuevo título indica una voluntad de la redacción de poner de manifiesto que el periódico no es solamente religioso, sino que también está atento a los fenómenos de la sociedad. Conserva a una audiencia nacional fiel puesto que un 87% de las ventas se hacen por suscripción, pero la debilidad de la difusión y la modestia de los recursos publicitarios implican déficit de explotación que están cubiertos por los beneficios de las otras publicaciones del grupo Bayard.

## Un periódico centenario
Para celebrar su centenario en 1983, La Croix-l’Événement se dota con un nuevo formato, mucho más atractivo, abre nuevas secciones y ve llegar como redactor principal a Noël Copin. El número de sus lectores sigue no obstante disminuyendo.
En 1995, Bruno Frappat da un nuevo impulso , nuevo director de la redacción de La Croix y antiguo director de la redacción de Le Monde. Mientras que el conjunto de la prensa se enfrenta a un desafecto de sus lectores, el paso a matutino, el 11 de enero de 1999, permitió a La Croix aumentar sus ventas con una difusión pagada de 103.404 ejemplares en 2005 contra 87.891 ejemplares en 2001 (cifras OJD).
Por otra parte el grupo Bayard desarrolla una doble estrategia. Por una parte, invierte en la modernización de La Croix con la introducción de la redacción electrónica y el comienzo, en 1987, de un banco de datos en texto íntegro del diario. Por otra parte, el grupo acentúa su diversificación: aumenta su presencia en el mercado de la prensa infantil y la documentación católica por la creación de nuevos títulos. Se lanza también en la coproducción de emisiones televisadas para los niños y la internacionalización de algunos títulos.
En 2006, nueva redactora principal: Dominica Quinio.

## Colaboradores
- Paul Nourrisson.